# Доісторичний Єгипет

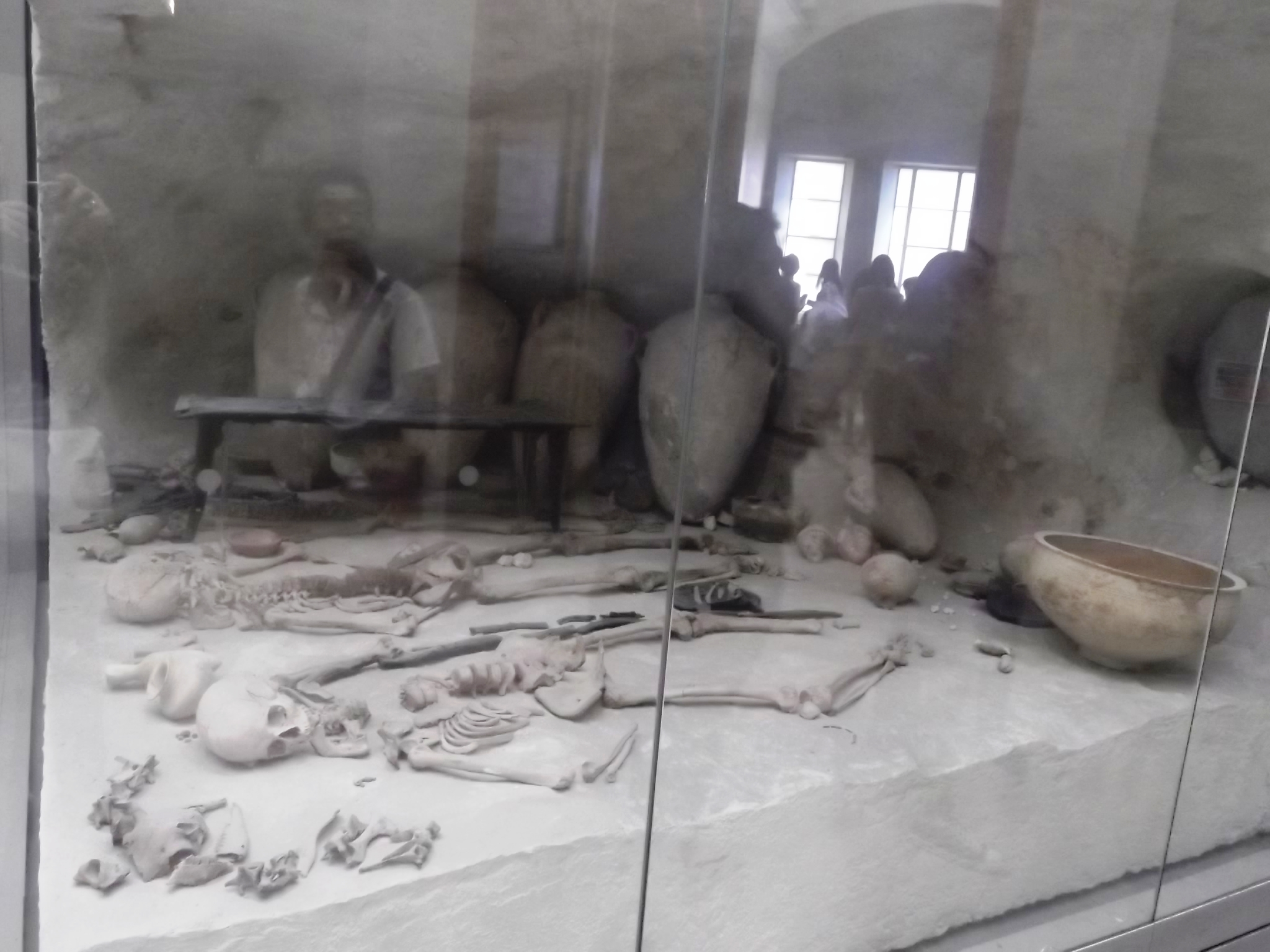
Побут давніх єгиптян

Доісторичний Єгипет — період в історії Єгипту, що починається з часів пізнього палеоліту і закінчується бл. 3100 року до н. е., формуванням єдиної держави і встановлення влади I династії.

## Палеоліт
Слідів діяльності викопних видів, що відносяться до роду людей (Homo), на території Єгипту виявлено мало, але сучасна наука припускає, що тут пролягав основний маршрут розселення популяцій людини прямоходячої (Homo erectus) зі Східної Африки в Передню Азію і далі. Його африканський підвид позначається як людина, що працює (Homo ergaster). В цей час Нижній Єгипет являв собою затоку Середземного моря, що поступово ставала величезним болотом. В свою чергу Верхній Єгипет було вкрито джунглями та сильно заболочено.
На сьогодні існує альтернативна антропологічна теорія, згідно з якою близько 1,8 млн років тому, Homo ergaster і його нащадки почали розселяться з Африки по всьому світу, а Homo erectus виділився тільки в Східній Азії. Невідомі подробиці цих міграційних процесів, але, за еволюційними мірками, вони проходили досить швидко — в Азії перші людиноподібні з'явилися вже близько 1,6 млн року тому. Фактичні свідоцтва проникнення в долину Нілу давніх людей епохи нижнього палеоліту пов'язані з артефактами ашельської культури — найранішні знайдені в Бір-Кісейба (більше 300 тис. років тому), в Наг ель-Амра і оазі Харга (більше 400 тис. років тому). Археологічні знахідки цього періоду не дозволяють виділити якусь конкретну характеристику як культурного простору саме для території Єгипту.
В епохи середнього і верхнього палеоліту, згідно африканської теорії еволюції людини, через долину Нілу міг проходити один із шляхів розселення людини розумної (Homo sapiens) в Азію й Європу з місця його виникнення — Африки.
Ашельська культура в Північній Африці поступово змінилася культурою мустьєрського типу, а пізніше — атерійського. Знайдені стоянки цього періоду, були тимчасовими стоянками родинних груп мисливців і збирачів, деякі з яких могли постійно жити на заболочених берегах Нілу. Більш чітке визначення, будь-яких місцевих культурних характеристик, дослідники роблять до кінця палеоліту і зазвичай пов'язують причини заселення або догляду племен з Єгипту, з чергуванням періодів аридизації і зволоження в Північній Африці. За тисячоліття клімат тут змінювався багато разів і непридатним для проживання цей регіон робила підвищена вологість в Сахарі, результатом чого було заболочування, зливові дощі і великі повені на території Стародавнього Єгипту.

### Ашельська культура
Близько 1,6 млн років тому, в часи раннього палеоліту, на основі шелльської, або (якщо шелльську розглядати як ранній період ашельської, олдувайської культури, що прийшла з території сучасної Танзанії. Ашельська — перша людська культура, яка залишила межі Африки. В Євразії змінюється мустьєрською культурою, а в Африці — сангойською.
В цей час люди харчувалися за рахунок м'яса полеглих тварин, збирання дикорослих рослин і молюсків, пізніше почали полювати. Останнє примушувало невеликі родинні групи вести кочовий спосіб життя, зазвичай слідуючи за сезонними переміщеннями тварин. У долині Нілу, вони могли полювати на слонів, буйволів, жирафів, гіпопотамів, носорогів, диких коней, диких овець, диких ослів, кабанів, оленів, газелей, антилоп, страусів. Застосовували кам'яні інструменти — чопперов і чоппінги — з 1,6 млн років тому, ручних рубил — 1,3 млн років тому, а також поширилося використання вогню з 500 000 років тому.

### Мустьєрська культура
Мустьєрська епоха — це культурно-технологічний комплекс, що асоціюється з пізніми неандертальцями, і відповідна йому доісторична епоха. Відповідає середнього палеоліту або вважається завершеним давнього (нижнього) палеоліту. Геологічно доводиться на верхній плейстоцен, кінець рісс-вюрмського міжлльодовикового періоду і першу половину останнього (вюрмського) зальоденіння Європи.

### Атерійська культура
Охоплює період з 90 до 30 тис. років тому. Вона належить до середнього палеоліту північної Сахари і регіону гір Атлас. Нечисленні знайдені артефакти створені, як припускають, Homo sapiens sapiens, але дуже раннього типу, в якому проявляється деяка зовнішня морфологічну схожість з неандертальцями. Дотепер знайдені залишки лише декількох скелетів. Відомо більше десятка стоянок.

### Хормусійська культура
Існувала в Нубії та Верхньому Єгипті. Вона тривала в період у 26 300—23 900 років до н. е. Докладних відомостей про цю культуру поки що відомо недостатньо. Вважається проміжною культурою між шуфіхатською і фахурі. В цей час з'являються інструменти з каменю та кістки, а також гематиту.

## Мезоліт
В цей період відомі культури Халфан та Харіф, Каданська, Себільська, Мушабійська культури.

### Культура Халфан
Процвітала вздовж долини Нілу в Єгипті та Нубії переважно між 18 і 15 тис. роками до н. е., хоча одна історична пам'ятка в Нубії датується 22-20 тис. роками до н. е. Продовжила розвиток Хормусійської культури, особливо в розведені великої рогатої худоби й застосування інструментів з кісток.
Стала основою іберо-мавританського виробництва, яке поширилося по всій Сахарі, а потім до Піренейського півострова включно. В цей час протоєгиптяни займалися рибальством, полюванням та збиральництвом.

### Каданська культура
Утворилася у Верхній Нубії і існувала протягом 13000—9000 років тому. Поступово поширилася на частину Верхнього Єгипту. Продовжувалися традиції попередньої культури, зокрема мисливство та рибальство.
В цей час почав практикуватися збір врожаю диких зернових. Поступово зменшення та висихання лівійських оаз змусило тамтешнє населення переселятися до долини Нілу. З'являються кам'яні серпи (бл. 10500 років до н. е.) та шліфувальних каменів, щоб допомогти в зборі та обробці цих рослинних продуктів перед вживанням.

### Себільська культура
Відома також як культура Есна. Її період відносять до 13000-10000 рокам до н. е. Знаходилася у Верхньому Єгипті и представлена людьми доліхоцефального (довгоголового) типу. Ця культура цікава тим, що вона належить до епохи, коли відбувалося формування сучасних рас.
Продовжується збиральництво диких зернових, насамперед ячменю та пшениці. Але одомашнених зерен не знайдено. Вважається, що в цей час люди переходять від кочового до осілого способу життя. Була висунута гіпотеза, що з часом між людьми цієї епохи почалася боротьба за ресурси, що призвело до зникнення культури.

### Харіфійська культура
Існувало з 9000/8800 до 8000 року до н.е, основою була сучасна пустеля Негев і Синай. В цей час настає період аридізації. Культура характеризується напівпідземними будинками. Починається поступова міграція племен з Передньої Азії до Єгипту через Синайський півострів. Як знаряддя з'являються кам'яні наконечники. Завдяки цьому вдосконалюються методи полювання.

## Неоліт
Відзначений в Нижньому Єгипті існуванням культур Фаюм А, Раяяна, Таріфіан, Мерімде, Ель-Омарі, Мааді-Буто. Верхньоєгипетський неоліт представлено Тасійською, Бадарійською, Амратською (Накада I), Герцейською (Накада II) і Семайнійською (Накада III) культурами. До середини IV тисячоліття до н.е. належить Додинастичний період.
Через мало придатні для проживання заболочені джунглі долини Нілу, продовжують мігрувати різні племена, які були носіями афразійських мов. За різними версіями вони йшли з Близького Сходу або Ефіопії. Ця багатовікова міграція становила проживання, з поступовим змішанням в певному напрямку.
Не пізніше ніж у V — 1-й пол. IV тис. до н. е., в долині Нілу формується європеоїдне протоєгипетське населення, що було нащадками афразійських мігрантів, що протягом століть осідали тут і змішувалися з аборигенними, а також племенами, що прийшли пізніше — протоберберами, протокушитами, протосемітами, і племенами іншого антропологічного типу, тобто негроїдами.
Протоєгипетське населення застосовувало знаряддя і снасті виготовлені з каменю, дерева і кістки. Було знайдено багато кам'яних сокир і наверш булав, наконечників для стріл і списів, проколок, шпильок, різців, кремінних ножів, пластинок для серпів, точильних каменів для шліфування. Також знайдені прикраси з глини, слонової кістки, мушель та кольорових каменів, зокрема намиста, підвіски, палетки.
Виготовлялася ліпниною різна кераміка — з розписом фарбою і рельєфними орнаментами. У цей період у деяких племен з'явилися землеробські громади, в яких вирощувалися ячмінь, пшениця, гречка, льон. Стали використовуватися примітивні зерносховища — зернові ями, обмазані глиною, а для переробки зерна — ступки і зернотертки. У населення землеробських громад почали виникати центри складування, перерозподілу продуктів сільського господарства і місця укриття від зовнішньої небезпеки — прототипи майбутніх міст.
Відомо про поширення скотарства. Протоєгиптяни розводили велику рогату худобу, ослів, овець, кіз і свиней. Прядінням виготовлялися тканини. Так, було знайдено прясельця від веретен. Житлом служили очеретяні вітрові заслони, землянки з вогнищами або споруджені із прутів і циновок, обмазаних глиною, хатини, також існували споруди з сирцевої цегли.
У період енеоліту мотичне землеробство і скотарство стають важливими галузями в господарюванні, але полювання, рибальство і збиральництво, продовжували зберігати для жителів долини Нілу велике значення. У соціальному плані цей період характеризується розкладанням первісних відносин і зародженням класового розшарування в суспільстві. Важливим технологічним проривом було освоєння виплавки міді.

### Культура Фаюм А
Період охоплює 9000 — 6000 роки до н. е. Вона стала першою виробничою культурою в долині Нілу. Її стоянки розташовувалися у Фаюмській оазі, на північ від озера Біркет — Карун, на місці колишніх стоянок культури Фаюм Б (існувала в часи епі-палеоліту). Близько 6000 року до н. е. неолітичні поселення з'являються по всьому Єгипту. Наприкінці періоду утворюються декілька великих поселень, яких називають протомістами.
Основи осілого зрошувального землеробства проникають в дельту Нілу, давши початок розвитку єгипетської культури. Відбувається повноцінне одомашнення худоби. Техніки її приручення проникає з Шумеру та разом з протосемітськими племенами, з якими приходять нові види свійських тварин. Водночас з'являється ткацтво. Робляться перші примітивні судна з веслами та невеликими вітрилами.

### Культура Мерімде
Охоплює період у 4750 — 4250 до н. е., або якщо враховувати крайні датування 5000 — 4100 років до н. е. Має багато схожих рис з культурою Фаюм А. Ця культура виділена зі знахідок в поселенні Мерімде-Бені-Саламе, розташованому на північ від стоянок культури Фаюм А, в західній частині дельти Нілу. Ці знахідки мають певну схожість з знахідками пізнього періоду культури Фаюм А, але демонструють певний прогрес.
В цей період стало домінувати сільське господарство, рибальство й полювання стало відігравати меншу роль. Поселення складалося з невеличких хатин. Останні будували з прутів та очерету (папірусу).
Починається розкладання родоплемінних відносин. У долині Нілу поступово розвивається зрошувальне землеробство. Протоєгиптяни починають також освоюювати гончарство, продовжує розвиватися ткацтво. Вперше приручена лівійська булана кішка, що стала згодом священною твариною богині світла Баст (Бастет).

### Ель-Омарі
Існувала у 4600—4400/4 300 роках до н. е. Названа за однойменним поселенню, розташованому на східному березі Нілу, в 5 км на північ від сучасного міста Хелуана. Там знайдено сліди плетених очеретяних, вкритих глиною хатин, зернові ями, і поховання людей.

### Мааді-Буто
Археологічна культура енеоліту, сліди якої виявлені в ряді місць Нижнього Єгипту, існувала близько 4000-3400 до н. е. Названа за місцем розкопок одного із стародавніх поселень в каїрському передмісті Маадія, а також стародавнього міста Буто, де були знайдені родинні археологічні пам'ятники.
Відповідала за часом верхьоєгипетській культурі Накада — фазами з I по IIC/d, і могла бути наступницею носіїв культур Мерімде, Ель-Омарі і Фаюм А. Поступово змінилася культурою Накада II (Герзейською) і остаточно витіснена Накадою III (Семайнійською).
Використовувалася проста й неприкрашена кераміка. Стала широко застосовуватися мідні знарряддя, зокрема тесла. Близько 4000 року до н. е. починається мідна доба в Єгипті. Виникають торговельні стосунки з південною Палестиною. Люди мешкали в маленьких хатинах, частково вкопаних в землю. Мертві ховалися на цвинтарях, з невеликою кількістю похоронних речей. З'являється перша косметика.

### Тасійська культура
Найдавніша неолітична культура додинастичного періоду, відома на території Середнього Єгипту. Відкрита в ході археологічних розкопок всередині 1930-х років англійським археологом Генрі Брайтоном неподалік сучасного єгипетського села Таса. Представлена залишками поселень і могильниками. Основу господарства становило землеробство (пшениця, ячмінь) і скотарство (кози).

### Бадарійська культура
Існувала з 4500 до 3250 року до н. е. Названа по селищу Ель-Бадарі в провінції Асьют (Єгипет), біля якого вона була відкрита на початку XX ст. Є найдавнішою сільськогосподарською культурою на території Верхнього Єгипту. Відбувається одомашнення віслюків.
Крем'яні інструменти продовжували розвиватися в гостріші та стрункіші леза, з'являються перші фаянсові вироби. В свій час поєднувалося з культурою Фаюм А та Тасійською культурою. Починається бронзова доба в Єгипті. Зводяться прямокутні будинки, з'являються меблі та посуд.

### Амратська культура
Відома як Накада I. Існувала з 4000 до 3500 року до н. е. Це комплекс археологічних пам'яток сільськогосподарської культури енеоліту додинастичного періоду Стародавнього Єгипту. Прийшла на зміну Бадарійській культурі.
Основні засоби праці і зброя виготовлялись, як правило, з каменю, дерева і кісток, мідні предмети рідко зустрічаються в похованнях. Основою господарства було землеробство (мотика, без плугу) і скотарство.

### Герзейська культура
Відома також як Накада II. Існувала у 3500-3200 роках до н. е. Назву отримала від могильника Герзе в Нижньому Єгипті. Представлена поселеннями і могильниками. Частина дослідників вважає цю культуру продовженням і розвитком більш ранньої амратської культури.
На пізньому етапі Герзейської культури поряд з кам'яними знаряддями праці відмічено активне використання тесел, кинджалів, серпів тощо. В господарстві, попри землеробство (вже широко застосовувалась зрошення, наприкінці IV тисячоліття до н. е. винайдений примітивний плуг) стало інтенсивно розвиватися скотарство, на основі якого відбулася майнова диференціація всередині окремих племен, носіїв Герзейської культури. Великого розвитку набули ремесла.

### Семайнійська культура
Відома також як Накада III. Існувала з 3300 до 3000 року до н. е. Створення в Єгипті на основі номів Верхнього (головні центри Абідос і Ієраконполь) і Нижнього (столиця Буто) Єгипту. У Ієраконполі, одному з найбільших поселень цього періоду, з'явився великий сакральний центр Хора. Серед археологічних пам'яток Ієраконполя та Накади знайдені одні з ранніх артефактів, пов'язаних з фігурою правителя. Поява єгипетської ієрогліфічної писемності. Остаточно постає бронзова доба. У 3150 до н. е. починається боротьба між Верхнім та Нижнім Єгиптом. Близько 3100 до н. е. відбувається об'єднання Єгипту в єдину державу царем Нармером (або Менесом).